# Hornchurch
Hornchurch – dzielnica Londynu, w Wielkim Londynie, leżąca w gminie Havering. Leży 21,4 km na północny wschód od centrum miasta Londynu. W 1961 roku civil parish liczyła 131 014 mieszkańców.